# Townships van Myanmar
Townships (Birmaans: မြို့နယ်, uitgesproken als [mjo̰nɛ̀]) zijn de derde laag in de administratieve divisies van Myanmar. Het zijn subdivisies van de districten, die op hun beurt weer subdivisies zijn van de staten en divisies zijn. Volgens de Birmaanse Bestuurseenheid voor Informatie bestonden er in december 2007 325 townships in Myanmar. Hieronder volgt een lijst van de townships gesorteerd op provincie en district. 

## Lijst van townships gesoorteerd op staat of regio en district

### Centraal Myanmar

#### Magway
| Magway  | Magway Township · Yenangyaung Township · Chauck Township · Taungdwingyi Township · Myothit Township · Natmauk Township |
| Minbu   | Minbu Township · Pwintbyu Township · Ngape Township · Salin Township · Sidoktaya Township                              |
| Pakokku | Myaing Township · Pakokku Township · Pauk Township · Seikphyu Township · Yesagyo Township                              |
| Thayet  | Aunglan Township · Kamma Township · Mindon Township · Minhla Township · Sinbaungwe Township · Thayet Township          |
| Gangaw  | Gangaw Township · Tilin Township · Saw Township                                                                        |

#### Mandalay
| Kyaukse    | Kyaukse Township · Myittha Township · Sintgaing Township · Tada-U Township                                                                                           |
| Mandalay   | Amarapura Township · Aungmyethazan Township · Chanayethazan Township · Chanmyathazi Township · Mahaaungmye Township · Patheingyi Township · Pyigyidagun Township     |
| Meiktila   | Mahlaing Township · Meiktila Township · Thazi Township · Wundwin Township                                                                                            |
| Myingyan   | Kyaukpadaung Township · Myingyan Township · Natogyi Township · Nganzun Township · Thaungtha Township                                                                 |
| Nyaung-U   | Nyaung-U Township |
| Pyinoolwin | Madaya Township · Mogok Township · Pyinoolwin Township · Singu Township · Thabeikkyin Township                                                                       |
| Yamethin   | Pyawbwe Township · Yamethin Township |
| Naypyidaw  | Lewe Township · Pyinmana Township · Tatkon Township · Ottarathiri Township · Dekkhinathiri Township · Pobbathiri Township · Zabuthiri Township · Zeyarthiri Township |

### Oost-Myanmar

#### Kayah
| Loikaw   | Loikaw Township · Demoso Township · Hpruso Township · Shadaw Township |
| Bawlakhe | Bawlakhe Township · Hpasawng Township · Mese Township                 |

#### Shan
| Kengtung    | Kengtung Township · Mong Khet Township · Mong Yang Township |
| Mong Hsat   | Mong Hsat Township · Mong Ping Township · Mong Tong Township |
| Mong Hpayak | Mong Hpayak Township · Mong Yawng Township |
| Tachileik   | Tachileik Township · Kyaing Lap |
| Kunlong     | Kunlong Township · Hopang Township |
| Kyaukme     | Kyaukme Township · Nawnghkio Township · Hsipaw Township · Namtu Township · Namhsan Township · Mongmit Township · Mabein Township · Mantong Township                                             |
| Lashio      | Lashio Township · Hseni Township · Mongyai Township · Tangyan Township · |
| Laukkaing   | Laukkaing Township |
| Mu Se       | Mu Se Township · Namhkam Township · Kutkai Township |
| Langkho     | Langkho Township · Mong Nai Township · Mawkmai Township · Mong Pan Township |
| Loilen      | Loilen Township · Lai-Hka Township · Nansang Township · Kunhing Township · Kyethi Township · Mong Kung Township · Mong Hsu Township                                                             |
| Taunggyi    | Taunggyi Township · Nyaungshwe Township · Hopong Township · Hsi Hseng Township · Kalaw Township · Pingdaya Township · Ywangan Township · Lawksawk Township · Pinlaung Township · Pekon Township |

### Laag Myanmar

#### Ayeyarwady
| Pathein   | Pathein Township · Kangyidaunk Township · Thabaung Township · Ngapudaw Township · Kyonpyaw Township · Yekyi Township · Kyaunggon Township |
| Hinthada  | Hinthada Township · Zalun Township · Laymyethna Township · Myanaung Township · Kyangin Township · Ingapu Township                         |
| Myaungmya | Myaungmya Township · Einme Township · Wakema Township ·                                                                                   |
| Ma-ubin   | Ma-ubin Township · Pantanaw Township · Nyaungdon Township · Danuphyu Township                                                             |
| Pyapon    | Pyapon Township · Bogale Township · Kyaiklat Township · Dedaye Township                                                                   |
| Labutta   | Labutta Township · Mawlamyinegyun Township                                                                                                |

#### Bago
| Bago       | Bago Township · Kawa Township · Thanatpin Township · Waw Township · Daik-U Township · Nyaunglebin Township · Shwegyin Township                        |
| Taungoo    | Taungoo Township · Oktwin Township · Tantabin Township · Yedashe Township · Pyu Township · Kyauktaga Township · Kyaukkyi Township                     |
| Pyay       | Pyay Township · Pauk Kaung Township · Thegon Township · Shwedaung Township · Padaung Township · Paungde Township · Nattalin Township · Zigon Township |
| Thayarwady | Thayarwady Township · Gyobingauk Township · Letpadan Township · Minhla Township · Monyo Township · Okpho Township                                     |

#### Yangon
| Centrum                             | Ahlon Township · Bahan Township · Dagon Township · Kyauktada Township · Kyimyindaing Township · Lanmadaw Township · Latha Township · Pabedan Township · Sanchaung Township · Seikkan Township                                      |
| Oostelijk district                  | Botataung Township · Dagon Seikkan Township · Oost-Dagon Township · Noord-Dagon Township · Noord-Okkalapa Township · Pazundaung Township · Zuid-Dagon Township · Zuid-Okkalapa Township · Thingangyun Township                     |
| Noordelijk district                 | Hlaing Township · Hlaingthaya Township · Insein Township · Kamayut Township · Mayangon Township · Mingaladon Township · Shwepyitha Township · Yankin Township                                                                      |
| Zuidelijk district                  | Dala Township · Dawbon Township · Mingala Taungnyunt Township · Seikkyi Kanaungto Township · Tamwe Township · Thaketa Township |
| Townships buiten de stad van Yangon | Cocokyun Township · Hlegu Township · Hmawbi Township · Htantabin Township · Kawhmu Township · Kayan Township · Kungyangon Township · Kyauktan Township · Taikkyi Township · Thanlyin Township · Thongwa Township · Twante Township |

### Noord-Myanmar

#### Kachin
| Myitkyina | Myitkyina Township · Waingmaw Township · Injangyang Township · Tanai Township · Chipwi Township · Hsawlaw Township |
| Bhamo     | Bhamo Township · Shwegu Township · Momauk Township · Mansi Township                                                |
| Putao     | Putao Township · Sumprabum Township · Machanbaw Township · Kawnglanghpu Township · Nogmung Township                |
| Mohnyin   | Mohnyin Township · Mogaung Township · Hpakant Township ·                                                           |

#### Sagaing
| Hkamti  | Hkamti Township · Homalin Township · Lahe Township · Lay Shi Township (Lashe Township) · Nanyun Township                                                            |
| Kale    | Kale Township (Kalemyo Township) · Kalewa Township · Mingin Township                                                                                                |
| Katha   | Banmauk Township · Indaw Township · Katha Township · Kawlin Township · Pinlebu Township · Tigyaing Township · Wuntho Township                                       |
| Mawlaik | Mawlaik Township · Paungbyin Township |
| Monywa  | Ayadaw Township · Budalin Township · Chaung-U Township · Kani Township · Monywa Township · Pale Township · Salingyi Township · Tabayin Township · Yinmabin Township |
| Sagaing | Myaung Township · Myinmu Township · Sagaing Township |
| Shwebo  | Kanbalu Township · Khin-U Township · Kyunhla Township · Shwebo Township · Taze Township · Wetlet Township · Ye-U Township                                           |
| Tamu    | Tamu Township |

### Zuid-Myanmar

#### Kayin
| Hpa-an    | Hpa-an Township · Hlaignbwe Township · Hpapun Township · Thandang Township |
| Myawaddy  | Myawaddy Township                                                          |
| Kawkareik | Kawkareik Township · Kyain Seikgyi Township                                |

#### Mon
| Mawlamyine District | Mawlamyine Township · Kyaikmaraw Township · Chaungzon Township · Thanbyuzayat Township · Mudon Township · Ye Township |
| Thaton              | Thaton Township · Paung Township · Kyaikto Township · Bilin Township                                                  |

#### Tanintharyi
| Dawei District | Dawei Township · Launglon Township · Thayetchaung Township · Yebyu Township |
| Myeik          | Kyunsu Township · Myeik Township · Palaw Township · Tanintharyi Township    |
| Kawthoung      | Bokpyin Township · Kawthoung Township                                       |

### West-Myanmar

#### Chin
| Falam           | Falam Township · Haka Township · Htantlang Township · Tiddim Township · Ton Zang Township |
| Mindat District | Mindat Township · Matupi Township · Kanpetlet Township · Paletwa Township                 |

#### Rakhine
| Sittwe   | Sittwe Township · Ponnagyun Township · Mrauk-U Township · Kyauktaw Township · Minbya Township · Myebon Township · Pauktaw Township · Rathedaung Township |
| Maungdaw | Maungdaw Township · Buthidaung Township |
| Kyaukpyu | Kyaukpyu Township · Manaung Township · Ramree Township · Ann Township                                                                                    |
| Thandwe  | Thandwe Township · Toungup Township · Gaw Township |